# كليف وليامز
كليف وليامز (بالإنجليزية: Cliff Williams )‏ (و. 1949  م) هو عازف بيس، وعازف قيثارة، وموسيقي بريطاني، يستخدم آلات غيتار البيس، وقيثارة، وهو عضوٌ في أيه سي/دي سي.

## وصلات خارجية
- كليف وليامز على موقع IMDb (الإنجليزية)
- كليف وليامز على موقع ميوزك برينز (الإنجليزية)
- كليف وليامز على موقع إن إن دي بي (الإنجليزية)
- كليف وليامز على موقع أول ميوزيك (الإنجليزية)
- كليف وليامز على موقع ديسكوغز (الإنجليزية)
- كليف وليامز على موقع قاعدة بيانات الفيلم (الإنجليزية)
- كليف وليامز في قاعدة بيانات الأفلام على الإنترنت